# Henrik Graham
Hendrik Graham [ook wel Henrik Graham] (overleden omstreeks 1740/1745 te 's-Hertogenbosch) was een Nederlandse advocaat en verzamelaar van penningen. Hij werd ervan verdacht de valse Rijmkroniek van Klaas Kolijn te hebben geschreven.

## Levensloop
Hendrik Graham was vernoemd naar zijn grootvader die in 1641-1643 als vaandrig en later als luitenant in de Compagnie van Leviston in 's-Hertogenbosch was gelegerd. Hij trouwde daar met toestemming van de Staten-Generaal met Hendricka Beyherts. Zijn vader was de notaris Alexander Graham. Henrik Graham vestigde zich als advocaat in zijn geboorteplaats. 
Gerard Meerman noemt in een brief aan Balthazar Huydecoper, die Cornelis van Alkemade verdacht van falsificatie van de Rijmkroniek van Klaas Kolijn, Hendrik Graham als mogelijke vervalser. Deze informatie was afkomstig van kunstschilder, verzamelaar van oudheden en historieschrijver Frans van Mieris de Jonge. Men zocht de vervalser in Staats-Brabant omdat de historicus Gerard van Loon in zijn uitgave van de Rijmkroniek uit 1745 stelde dat de uitgave door Gerhard Dumbar uit 1719 was gebaseerd op een Brabants manuscript. Toen de Leidse historicus Adriaan Kluit in 1801 Reinier de Graaf jr. als waarschijnlijke vervalser aanwees, betekende dat niet alleen Cornelis van Alkemade vrijgepleit werd van bedrog, maar werd ook de naam Henrik Graham gezuiverd.